# Helen Zia
Helen Zia es una periodista china-estadounidense.

## Vida y carrera

### Educación y niñez temprana
Nació en Newark (Nueva Jersey) hija de inmigrantes de Shanghái. Estudió en Princeton Universidad a principios de 1970s y fue miembro de su primera clase graduadas mujeres. Como estudiante, fue entre las fundadoras de la Asociación de Alumnado americana asiática. También fue vocal activista antiguerra, voceando su oposición a involucrase EE. UU. en la Guerra de Vietnam, una creyente firme en el feminismo, y activa en los movimientos que crean la unidad racial entre personas de ingresos bajos de color.
Ingresóa la Escuela médica en 1974, y en 1976. se mudó a Detroit, Míchigan. Fue peón de construcción, trabajadora en fábrica de vehículos y organizadora comunitaria, tras lo cual descubre el trabajo de su vida como periodista y escritora.

### Activismo
Mientras en Detroit supo del asesinato de Vincent Barbilla en 1982. Zia jugó un papel crucial al presentar cargos federales de derechos civiles contra los autores de la muerte de Vicente y en encender una respuesta asiática americana con el delito a través del periodismo y la defensa del trabajo. En aquel momento, existía poca cohexistencia, en términos de un movimiento americano asiático en Detroit, pero el periodismo de Zia ayudó a impulsar a la comunidad asiático-americana para exigir justicia para Vincent Barbilla.
También ha sido muy franca sobre temas que van desde derechos civiles y la paz con los derechos de la mujer y la lucha contra la violencia de odio y homofobia. En 1997, testificó ante la Comisión de Derechos Civiles de EE. UU. sobre el impacto racial en los medios de comunicación.
En 1995, viajó a Pekín  al Cuarto Congreso Mundial de Mujeres de Naciones Unidas como parte de una delegación de periodistas negras.
Ha aparecido en programas noticiosos y en películas; su trabajo en los 1980s sobre derechos civiles de violencia a asiáticos, obteniendo el Premio de la Academia y nominada, “Quién Mató a Vincent Barbilla?” Y se perfiló en el documental de PBSl, “Becoming American: The Chinese Experience.”

### Honores y premios
Fue nombrada una de las americanas asiáticas más influyentes de la década por A. Magazine.
Zia ha recibido premios de periodismo; su investigación de violaciones sexuales en la Universidad de Míchigan.Recibió un doctorado honorario de grado de Leyes de la Escuela de Ley de la Universidad de la Ciudad de Nueva York por traer asuntos importantes de ley y derechos civiles a la vista pública.

### Algunas publicaciones
En enero de 2000, fue autora de Asian American Dreams: The Emergence of an American People. Presidente de los Estados Unidos Bill Clinton citó de Sueños americanos asiáticos en dos discursos separados en la Casa Blanca.
Con Wen Ho Lee, escribió Mi País Versus Me. En enero de 2002, el cual revela qué pasó a un científico de Los Álamos falsamente acusado de ser espía para China en el “peor caso desde los Rosenbergs.”
Contribuyó a la pieza "Reclaiming the Past, Redefining Future: Asian american & Pacific Islander Women"  y en 2003 la antología Sisterhood Is Forever: The Women's Anthology for a New Millennium, editado por Robin Morgan.
Zia es editora ejecutiva de Ms Revista y actualmente sirve en el consejo de administración para el centro de Medios de comunicación de mujeres. Sus artículos, ensayos y revisiones han aparecido en publicaciones, libros y antologías, incluyendo Ms., The New York Times, El Correo de Washington, La Nación, Esencia, El Defender, y OUT.

### Vida personal
En junio de 2008, se casó con su pareja Lia Shigemura en San Francisco, legalmente casadas en el Estado de California.